# Jalna (stad)
Jalna is een nagar panchayat (plaats) in het district Jalna van de Indiase staat Maharashtra. 

## Demografie
Volgens de Indiase volkstelling van 2001 wonen er 235.529 mensen in Jalna, waarvan 52% mannelijk en 48% vrouwelijk is. De plaats heeft een alfabetiseringsgraad van 64%. 